# (4343) Tetsuya
(4343) Tetsuya es un asteroide perteneciente al cinturón de asteroides, descubierto el 10 de enero de 1988 por Seiji Ueda y el astrónomo Hiroshi Kaneda desde el Kushiro Marsh Observatory, Hokkaido, Japón.

## Designación y nombre
Designado provisionalmente como 1988 AC. Fue nombrado Tetsuya en honor al astrónomo japonés Tetsuya Fujii.

## Características orbitales
Tetsuya está situado a una distancia media del Sol de 2,786 ua, pudiendo alejarse hasta 3,268 ua y acercarse hasta 2,303 ua. Su excentricidad es 0,173 y la inclinación orbital 6,937 grados. Emplea 1698 días en completar una órbita alrededor del Sol.

## Características físicas
La magnitud absoluta de Tetsuya es 12,5. Tiene 18,271 km de diámetro y su albedo se estima en 0,058. Está asignado al tipo espectral Ch según la clasificación SMASSII.